# Meganola minuscula

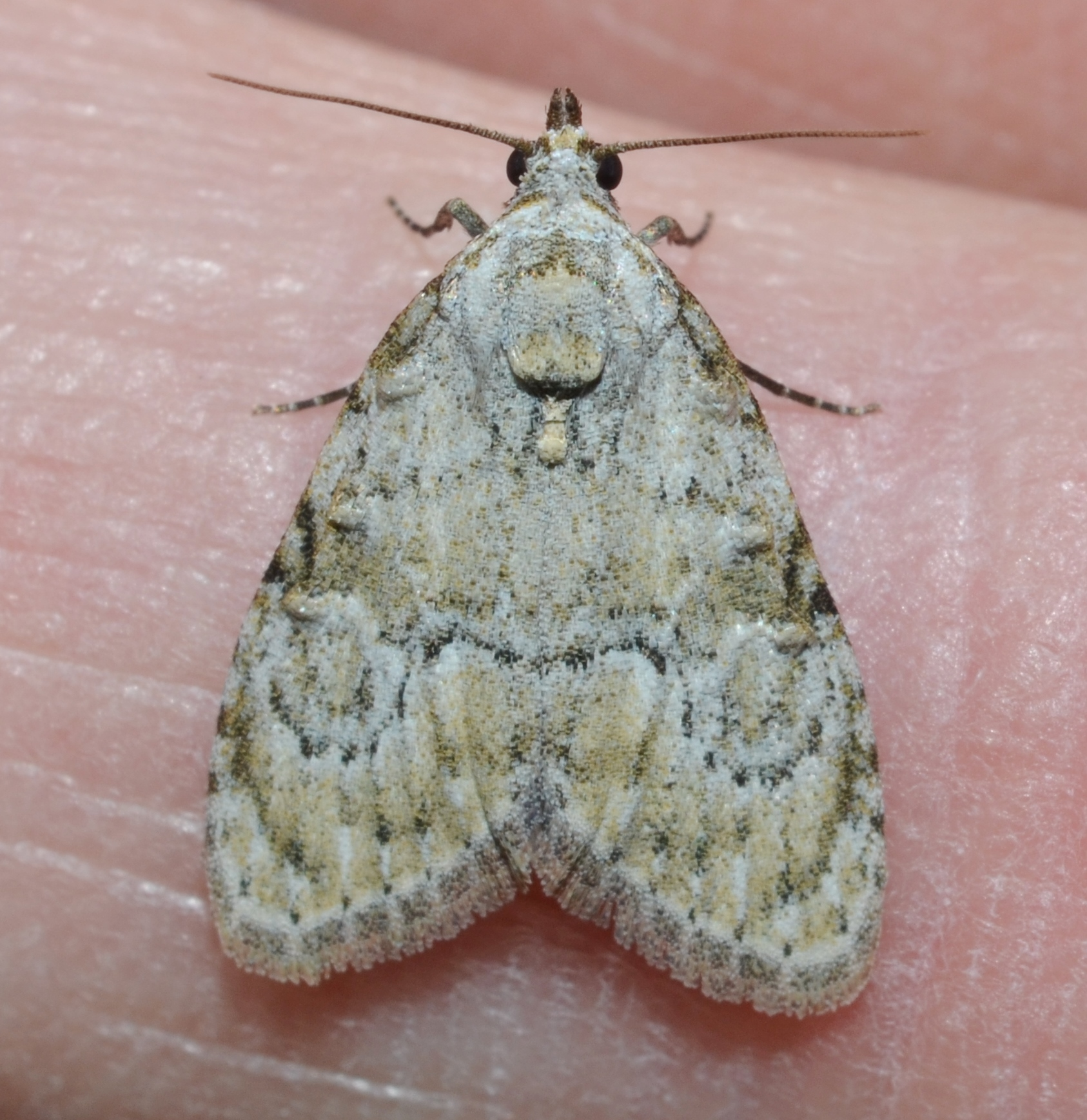
Meganola minuscula

Meganola minuscula é uma espécie de mariposa da família Nolidae. Pode ser encontrada na América do Norte.
O número MONA ou Hodges para Meganola minuscula é 8983.